# Louise Grinberg
Louise Grinberg (Parigi, 7 luglio 1993) è un'attrice francese.

## Biografia
Nipote dell'attrice Anouk Grinberg, Louise ha esordito nel mondo del cinema con il film La classe - Entre les murs, vincitore della Palma d'oro al 61º Festival di Cannes. Nel 2011 è protagonista di 17 ragazze, in concorso al 64º Festival di Cannes. Nel 2018 è nel cast di La Prière, selezionato per il Festival di Berlino.

## Filmografia

### Cinema
- La classe - Entre les murs (Entre les murs), regia di Laurent Cantet (2008)
- 17 ragazze (17 filles), regia di Delphine e Muriel Coulin (2011)
- Je me suis fait tout petit, regia di Cécilia Rouaud (2012)
- Destinée, regia di Luca Guadagnino (2012) - cortometraggio
- À toute épreuve, regia di Antoine Blossier (2014)
- Respire, regia di Mélanie Laurent (2014)
- Tour de France, regia di Rachid Djaïdani (2016)
- La Prière, regia di Cédric Kahn (2018)
- Cities of Last Things, regia di Wi-ding Ho (2018)

### Televisione
- Fais pas ci, fais pas ça – serie TV, 1 episodio (2016)

## Teatro
- À l'abordage!, regia di Clément Poirée. Théâtre de la Tempête di Parigi (2020)